# 7434 Осака
7434 Осака (7434 Osaka) — астероїд головного поясу, відкритий 14 січня 1994 року.
Тіссеранів параметр щодо Юпітера — 3,596.
Названо на честь Осаки (яп. おおさか(大阪) о:сака)